# 埼玉県立桶川西高等学校
埼玉県立桶川西高等学校（さいたまけんりつ おけがわにしこうとうがっこう）は、埼玉県桶川市川田谷にある男女共学の公立高等学校。学校の中に水族館がある。なお、水族館がある普通科高等学校は全国に二校しかない。

## 沿革
- 1980年（昭和55年）4月1日 - 現在の農業センターの場所である旧桶川市立川田谷小学校の跡地の校舎を仮校舎として開校する[1]。
- 1981年（昭和56年）4月1日 - 現在地（川田谷1531-2）に移転する[1]。
- 2003年（平成15年） - 埼玉県立大宮光陵高等学校（大宮光陵水族館）より30本の水槽と300匹の魚が搬入され、水族館が校内に開設される。

## クラブ活動
- 運動部
  - バドミントン部
  - 野球部
  - サッカー部
  - 男子バスケットボール部
  - 女子バレーボール部
  - ソフトテニス部
  - 卓球部
  - 女子ソフトボール部
  - 剣道部
  - ラグビー部
  - 陸上同好会
- 文化部
  - 音楽部
  - 美術部
  - 書道部
  - 華道部
  - 茶道部
  - クッキング部
  - 放送部
  - 科学部

## おもな卒業生
- 今泉幸広（元サッカー選手、サッカー指導者、ポルトガル語通訳）
- シマブク・カズヨシ（プロサッカー選手）
- 白畑真逸（俳優）
- 松岡洸希（プロ野球選手）

## 交通
- JR高崎線桶川駅西口より、東武バス（川越駅行）滝の宮バス停下車徒歩8分。
- 高崎線：桶川駅西口より、桶川市内循環バス（西循環または東西循環外回り）桶川西高校入口バス停下車徒歩1分。